# Европейская мобула
Европейская мобула, или средиземноморская мобула, или средиземноморский рогач (Mobula mobular) — вид хрящевых рыб рода мобул семейства орляковых скатов отряда хвостоколообразных надотряда скатов. Эти скаты обитают в субтропических водах восточной части Атлантического океана, включая Средиземное море. Встречаются как в прибрежной зоне так и в открытом море на глубине от 10 до 600—700 м. Максимальная зарегистрированная ширина диска 520 см. Грудные плавники этих скатов срастаются с головой, образуя ромбовидный диск, ширина которого превосходит длину. Рыло массивное, плоское, передний край почти прямой с выемкой посередине. Часть грудных плавников преобразована в так называемые головные плавники. У основания хвоста расположен спинной плавник, на хвосте присутствует шип. Окраска дорсальной поверхности диска коричневого или серого цвета. Позади глаз пролегает тёмная изогнутая полоса.
Подобно прочим хвостоколообразным европейские мобулы размножаются яйцеживорождением. Единственный эмбрион развивается в утробе матери, питаясь желтком и гистотрофом. Рацион состоит из планктона и мелких рыб. Эти скаты не представляют интереса для коммерческого промысла, однако они попадаются в качестве прилова.

## Таксономия
Впервые новый вид был научно описан в 1788 году как Raia mobular.

## Ареал
Европейские мобулы обитают в Средиземном море у берегов Албании, Алжира, Боснии и Герцеговины, Хорватии, Египта, Франции, Гибралтара, Греции, Израиля, Италии, Ливана, Ливии, Мальты, Черногории, Марокко, Палестины, Португалии, Словении, Испании, Сирии, Туниса и Турции. Они встречаются как на мелководье, так и в эпипелагической зоне на глубине до 600—700 с.

## Описание
Грудные плавники европейских мобул, основание которых расположено позади глаз, срастаются с головой, образуя ромбовидный плоский диск, ширина которого превышает длину, края плавников имеют форму заострённых («крыльев»). Голова широкая и плоская, с расставленными по бокам глазами. Позади глаз расположены брызгальца. Передняя часть грудных плавников преобразована в так называемые головные плавники. У основания хвоста находится маленький спинной плавник и шип. Хвост длинный и кнутовидный. На вентральной поверхности диска имеются 5 пар жаберных щелей, рот и ноздри. Максимальная зарегистрированная ширина диска 520 см. Окраска дорсальной поверхности диска тёмно-коричневого или серого цвета, вентральная сторона белая. Между глазами на дорсальной поверхности диска пролегает тёмная изогнутая полоса.

## Биология
Эти скаты ведут стайный образ, встречаются большими группами у поверхности воды. Они совершают длительные миграции, и отдают предпочтение участкам океана, которые пересекают сильные течения. Рацион состоит из планктона и мелких рыб.
Подобно прочим хвостоколообразным европейские мобулы относятся к яйцеживородящим рыбам. Эмбрионы развиваются в утробе матери, питаясь желтком и гистотрофом. Беременность очень продолжительная, до 25 месяцев. В помёте один, реже 2 новорождённых с диском шириной около 180 см. Потомство появляется на свет летом. В конце весны 1986 года в Тирренском море был получен образец эмбриона на поздней стадии развития. Ширина диска составляла 166 см, а вес 35 кг.
На европейских мобулах паразитируют веслоногие рачки Pupulina brevicauda.

## Взаимодействие с человеком
Mobula mobular не представляют интереса для коммерческого промысла, но попадаются в качестве прилова, особенно при добыче меч-рыбы тралами и неводами. Основную угрозу популяции представляет загрязнение вод Средиземного моря. Иногда этих скатов содержат в публичных океанариумах, например, в Лиссабоне. Международный союз охраны природы присвоил этому виду охранный статус «Вымирающий».